# Carlos Antonio López

Carlos Antonio López mit eigenhändiger Unterschrift

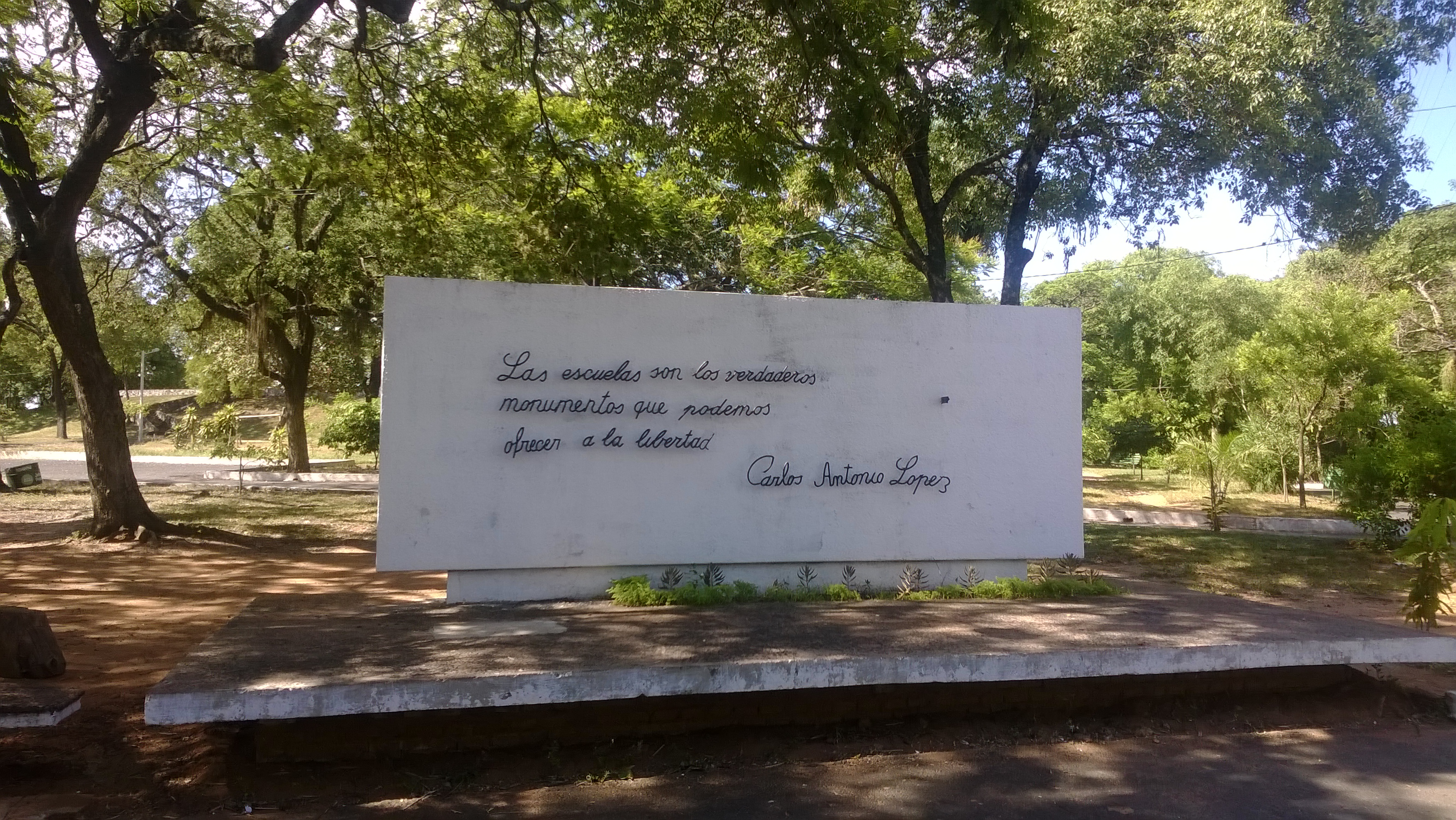
Wandtafel mit Zitat von C. A. López: „Schulen sind die wahren Monumente, die wir der Freiheit bieten können“

Carlos Antonio López Ynsfrán (* 4. November 1790 in Asunción; † 10. September 1862 ebenda) war ein paraguayischer Politiker. Zwischen 1844 und 1862 war er Präsident Paraguays.

## Leben
López begann zunächst ein Studium der Philosophie und Theologie, wechselte dann aber zur Rechtswissenschaft. Nach seinem Abschluss war er Studienrat am Colegio San Carlos in Asunción. Nach dem Tod von José Gaspar Rodríguez de Francia 1840 übernahm er die fast unbestrittene Kontrolle über Paraguay, die er bis zu seinem Tod behalten sollte. Er war Sekretär der herrschenden Militärjunta (1840–1841), einer der beiden Konsuln (1841–1844) und schließlich Präsident mit weitestgehend diktatorischer Gewalt (1844–1862). Obwohl er formell als Präsident unter der republikanischen Verfassung stand, regierte er despotisch.
Politisch setzte er den Kurs seines Vorgängers Rodríguez de Francia fort und setzte weiter auf eine Politik des Autarkismus, was ihn des Öfteren in Konflikt mit Nachbarländern sowie Großbritannien und den USA brachte, die ihre Geschäftsinteressen gefährdet sahen. López versuchte, durch den Import von Maschinen und Technologie so unabhängig wie möglich vom Ausland zu werden. Er öffnete die Grenzen für europäische Immigranten und Techniker, eine Politik, die Paraguay zu einem der wirtschaftlich fortschrittlichsten Länder Südamerikas machte. In seine Regierungszeit fällt auch die Anerkennung der Unabhängigkeit des Landes durch seine Nachbarn. Er reformierte das Rechtssystem, die öffentliche Verwaltung und das Militär. López führte 1845 die erste eigene Währung Paraguays ein. Er gründete eine nationale Handelsflotte, baute die erste Eisenbahnstrecke Paraguays, ließ zahlreiche öffentliche Gebäude errichten, wie den Regierungspalast, die Kathedrale von Asunción und andere Kirchen, Bahnhöfe und 300 Schulen. Er führte außerdem die kostenlose Schulpflicht für alle und Stipendien für spezielle Schüler ein. Um die Arbeitslosigkeit zu verringern, ließ er mehr Beschäftigte für den öffentlichen Dienst einstellen und gewährte den Indios die Staatsbürgerschaft. Er begann mit ersten Schritten die Sklaverei abzuschaffen, indem er ab dem 1. Januar 1843 die Kinder von Sklavinnen zu freien Bürgern erklärte. Zuvor waren alle deren Kinder per Gesetz auch Sklaven.
Sein Sohn wurde Oberbefehlshaber der Armee. Nach seinem Tod wurde sein ältester Sohn Francisco Solano López (1826–1870) Präsident. Seinen Bruder ernannte er zum Erzbischof. Seine sterblichen Überreste sind im nationalen Pantheon in Asunción beigesetzt. Er ist heute auf den Geldscheinen im Wert von 5000 Guaraní zu sehen.